# اورشولا مودژینسکا
اورشولا مودژینسکا (لهستانی: Urszula Modrzyńska؛ ‏تلفظ در لهستانی: [urˈʂula mɔdˈʐɨj̃ska]؛ ‏ ۲۳ فوریهٔ ۱۹۲۸ – ۱۱ دسامبر ۲۰۱۰) بازیگر اهل لهستان بود. او با کارگردانان بزرگی همچون آندری وایدا، الکساندر فورد و آگنیشکا هولاند همکاری داشته‌است.
از فیلم‌های او می‌توان به شوالیه‌های تتونیک و سرگذشتی با یک ترانه اشاره کرد.